# Kleine Beersdonk
De Kleine Beersdonk was een onderdeel van het gehucht Achterste Beersdonk in de gemeente Helmond in de provincie Noord-Brabant. De naam wordt voor het eerst in 1632 genoemd.
Voorheen behoorde het tot de gemeente Deurne en vóór 1926 tot de gemeente Vlierden.
De boerderijen van de Kleine Beersdonk waren gelegen aan de Heibergweg; vanaf het begin van de twintigste eeuw waren het er drie. Eén boerderij werd al in de eerste helft van de twintigste eeuw afgebroken, een tweede grotendeels in 2006. Een derde boerderij stamt uit het begin van de twintigste eeuw, en is het laatste vooroorlogse pand van de hele Achterste Beersdonk.